# Курсы по национальной обороне (Финляндия)
Курсы по национальной обороне (фин. Maanpuolustuskoulutus) —  в отличие от обязательной срочной службы в Финляндии, основанного на законе о воинской обязанности, представляет собой добровольное обучение резервистов финляндии, поддерживающее оборону страны.

## История
Всё началось с Шюцкора (фин, Suojeluskuntajärjestö) который начал обучение национальной обороне Финляндии как добровольную деятельность для граждан и резервистов после Гражданской войны в Финляндии 1918 года, когда стало общепринятым мнением, что поддержание военной подготовки граждан будет полезно для обороны страны. Из примерно 350 000 финских солдат, участвовавших в Зимней войне, около трети также получили военное обучение в Шюцкор.
Оборонный союз был расформирован на основании Московского перемирия, и в Финляндии было запрещено создание организаций на военной основе. Также была распущена организация Лотта Свярд, занимавшаяся деятельностью женщин в структуре Шюцкора.

## Нынешнее состояние
В Финляндии самым крупным организатором курсов по национальной обороне является Ассоциация подготовки к обороне (фин. Maanpuolustuskoulutusyhdistys, MPK), В ее программу входят курсы по безопасности и готовности к кризисным ситуациям, лидерству, подготовке инструкторов, а также обучение, направленное на развитие и поддержание военных навыков поулченных на срочной службе. Кроме того, MPK организует различные учебные мероприятия и другую деятельность, связанную с подготовкой к обороне.
Добровольное обучение национальной обороне существует и в соседных странах Финляндии, но его характер варьируется в зависимости от местных военных традиций и законодательства. В некоторых странах такая подготовка может быть более автономной в оперативном плане, чем в Финляндии. В Эстонии добровольное военная подготовка обороне тесно связано с Союз обороны Эстонии (эст. Kaitseliit), а в Швеции — Национальная гвардия Швеции (швед. Hemvärnet)

## См.также
- Ассоциация обучения национальной обороне